# Kronologija Domovinskog rata: svibanj 1994.

### 1. svibnja
- U pismu predsjednika Predsjedništva BiH Alije Izetbegovića predsjedniku Republike Hrvatske dr. Franji Tuđmanu upozorava se da provedba Washingtonskog sporazuma kasni.[1]
- Hrvatski nezavisni demokrati održali su osnivačku skupštinu u Zagrebu. Za predsjednika stranke izabran je Stjepan Mesić, a za potpredsjednike Josip Manolić, fra Tomislav Pavao Duka, Slavko Degoricija, Perica Jurič te Dragutin Hlad, svi bivši članovi HDZ-a.[1]
- U Zagrebu je održan kongres ujedinjenja Socijaldemokratske stranke Hrvatske (SDSH) i Sodijaldemokratske partije Hrvatske (SDP) u jedinstvenu SDP, te obilježena stogodišnjica socijaldemokracije u Hrvatskoj.[1]
- Borislav Mikelić, tzv. predsjednik krajinske vlade, donio naredbu o zabrani susreta razdvojenih obitelji kao i zabranu svakog ulaska u plavu zonu kod Mošćenice Srbima i malobrojnim Hrvatima iz okupirane Petrinje i Banije.[1]
- Nakon što su Srbi unutar zaštićene zone Goražda napali postrojbe engleskog UNPROFOR-a, to su isto učinili i danskim postrojbama u Tuzli, a vojni konvoj UN-a kod Sarajeva srpska je paravojska blokadom spriječila da uđe u grad.[1]

### 2. svibnja
- Predsjednik Republike Hrvatske dr. Franjo Tuđman odgovorio na pismo Alije Izetbegovića, u kojem ističe kako je od interesa za obje zemlje da se sporazum iz Washingtona što prije oživotvori.[1]
- U Chicagu utemeljen Savez Hrvata BiH radi okupljanja Hrvata iz te republike koji žive na sjeveroameričkom kontinentu a koji se zalaže za cjelovitost BiH.[1]
- Izetbegović posjetio slobodno brčansko područje, te istakao kako ovdje dobro organiziran suživot Muslimana i Hrvata mora biti model čitavoj mladoj državi BiH.[1]
- Nedaleko od Tuzle plave kacige uzvratile na napad i ubile 9 srpskih vojnika, dok su kod Sarajeva protiv srpskih snaga morali intervenirati i NATO-vi zrakoplovi.[1]
- Premijer BiH Haris Silajdžić kritizirao ulogu UN na prostoru bivše Jugoslavije ocijenivši da bi UN trebali otići ako nisu spremni braniti vlastitu Povelju i vlastite rezolucije.[1]

### 3. svibnja
- Mještani Moščenice, sela nedaleko Siska, ponovno blokirali cestu koja vodi od Siska do zaposjednute Petrinje u znak prosvjeda protiv nedjelotvornosti UNPROFOR-a koji ih ne štite već se otvoreno stavljaju na stranu pobunjenih Srba.[1]

### 4. svibnja
- U zapadnoj Slavoniji Srbi i dalje ne poštuju Zagrebački sporazum, po kojemu bi zaraćene strane trebale izvući teško naoružanje i ljudstvo na dogovorenu udaljenost od crte bojišta.[1]
- Bivša britanska premijerka Margareth Thatcher ponovno uputila poziv za zračne napade protiv Srba i ukidanje embarga na oružje za BiH i Hrvatsku.[1]

### 5. svibnja
- Dok bosanski Srbi i dalje prikupljaju svoje snage u okolici strateški važnog grada Brčkog, Zapad razgovara o tajnoj strategiji zastrašivanja Srba, ne bi li se na taj način došlo do mira na Balkanu, piše njemački Die Welt.[1]
- Tristo tona nafte dnevno Srbi pljačkaju u Đeletovcima u istočnoj Slavoniji, što traje već dvije godine uz pomoć UN-a, koji ništa ne poduzimaju da to spriječe, iako je na snazi Rezolucija 757 Vijeća sigurnosti UN-a o ekonomskom embargu protiv Srbije.[1]
- Predsjedništvo BiH odlučilo zatražiti ostavku izaslanika glavnog tajnika UN Yasushija Akashija zbog njegove pristranosti.[1]
- Čelnici bosanskih Srba, nakon razgovora s ministrom u britanskom Foreign Officeu Douglasom Hoggom, odbili ustupiti dio teritorija koje su osvojili u borbama u BiH kako bi se postigao mir.[1]
- Sjedinjene Američke Države i Rusija izrazile zabrinutost zbog nastavka nestabilnosti u BiH, te pozvale Srbe i Muslimane na primirje i pregovore.[1]
- Konvoj UNPROFOR-a, nakon četiri dana prisilnog zadržavanja od strane bosanskih Srba kod Rogatice, konačno stigao u Goražde.[1]

### 6. svibnja
- U Ministarstvu vanjskih poslova Republike Hrvatske dr. Mate Granić i veleposlanik Sjedinjenih Američkih Država Peter Galbraith potpisali sporazum o gospodarskoj suradnji između Hrvatske i SAD.[1]
- Međunarodna zajednica, na vojno zaoštravanje oko Brčkog, upozorava da ni Zapad niti Rusija nisu zainteresirani za vojni poraz bosanskih Srba, odnosno Srbije, jer žele mirovno rješenje bez apsolutnog pobjednika.[1]
- Samozvani premijer lokalnih Srba u UNPA područjima Hrvatske Borislav Mikelić odbacio bilo kakvu mogućnost podređenog položaja Krajine u gospodarskim odnosima s Hrvatskom.[1]
- Brod Cvijeta Zuzorić, prvi od 18 brodova duge plovidbe dubrovačke Atlantske plovidbe skinuo maltešku zastavu po kojom je plovio od kad je izbio rat u Hrvatskoj i stavio hrvatsku trobojnicu, te tako postao prvi brod koji plovi pod hrvatskim stijegom.[1]

### 7. svibnja
- Međunarodna zajednica na vojno zaoštravanje oko Brčkog, upozorava da ni Zapad ni Rusija nisu zainteresirani za vojni poraz bosanskih Srba, odnosno Srbije, jer žele moriovno rješenje bez apsolutnog pobjednika.[1]

### 8. svibnja
- Na pregovorima Hrvata i Muslimana u Beču, dogovoren vanjske granice Federacije prema Srbima, koja će obuhvaćati najmanje 51 posto bosanskohercegovačkog teritorija.[1]
- U Goraždu su Ujedinjeni narodi izgubili čast, ali su ostvarili primirje - izjavio Yasushi Akashi - te dodao da je Zapad nepravedan prema Srbima.[1]
- Oko bihaćke enklave nastavljene borbe između srpskih i hrvatsko-muslimanskih postrojbi.[1]

### 9. svibnja
- KOMISIJA BiH za ratne zločine prikupila više od 2.500 slučajeva koji upućuju da su na teritoriju BiH počinjeni teški zločini nad civilnim stanovništvom, a oko 1.000 slučajeva će predati predsjedniku Komisije UN-a za ratne zločine Sharifu Bassoudiju.[1]
- NAKON što su mjesec dana bili žrtve pravosudne pogreške, 11-orici francuskih državljana iz humanitarne udruge Premiere Urgence, po naređenju Radovana Karadžića, produžen pritvor, te su tako postali njegovi taoci kojima ucjenjuje Zapad.[1]

### 10. svibnja
- ARMIJA BiH minobacačima od 122 mm napala Brčko.[1]

### 11. svibnja
- U BEČU završeni hrvatsko-muslimanski pregovori, te potpisani sporazumi, po kojima su se obje strane sporazumjele o vanjskim granicama hrvatsko-muslimanske Federacije, a karta Federacije obuhvaćala bi 58 posto teritorija BiH.[2]

### 12. svibnja
- PREDSJEDNIK BiH Alija Izetbegović ocijenio da će najteži dio sporazuma o hrvatsko-muslimanskoj federaciji biti spajanje HVO-a i Armije BiH u jedinstvenu vojsku te da treba sačuvati Predsjedništvo, jer ono simbolizira BiH kao cjelinu.[2]
- NAKON tjedan dana razgovora, tijesnom većinom američki Senat izglasao jednostrano ukidanje embarga na oružje za BiH.[2]

### 13. svibnja
- PREDSJEDNIK dr. Tuđman na primanju predstavnika hrvatskog naroda u BiH u Predsjedničkim dvorima izrazio zahvalnost na svemu što su učinili na obrani hrvatstva i istakao da su potpisivanjem washingtonskih i bečkih sporazuma uspjeli sačuvati hrvatstvo u BiH.[2]
- U ŽENEVI održan ministarski sastanak o rješavanju krize u BiH, na kojemu je zaključeno da se, radi podrške prekidu neprijateljstava, UNPROFOR-u potrebna pojačanja, te da se teritorijalni kompromis temelji na 51 posto za bošnjačko-hrvatsku zajednicu i 49 posto za bosanske Srbe.[2]

### 14. svibnja
- PREDSJEDNIK TUĐMAN uputio pismo američkom predsjedniku Clintonu, te ministrima vanjskih poslova sedam zemalja u povodu okončanih pregovora Hrvata i Muslimana u Beču, u kojem izražava zadovoljstvo potpisanim sporazumom.[2]
- PRIGODOM susreta hrvatskog premijera Nikice Valentića i njegovog slovenskog kolege Janeza Drnovšeka u Otočcu, zaključeno da obje zemlje moraju s Italijom gajiti prijateljske odnose, no ni Hrvatska niti Slovenija ne mogu prihvatiti raspravu o Osimskim sporazumima, ili njihovoj reviziji.[2]
- NAKON svečanog potpisivanja bečkih dokumenata u Ženevi, predsjednik Predsjedništva BiH Alija Izetbegović u Sarajevu je ponovno istaknuo kako će ostati na mjestu predsjednika Predsjedništva BiH, te da nema nikakvog dualizma vlasti u odnosu na organe hrvatsko-bošnjačke federacije.[2]
- U OTVORENOM pismu osječko-baranjskog župana Branimira Glavaša Philipu Corwinu, koordinatoru za civilina pitanja UNPROFOR-a, istaknut problem pljačke hrvatske imovine, koja se još uvijek prenosi u Srbiju, te naseljavanja Srba iz drugih područja.[2]
- NA PRIJAMU u američkoj misiji u Ženevi u povodu bečkih sporazuma, dr. Mate Granić istaknuo kako su bečki sporazumi krucijalni dokument za funkcioniranje Federacije, koja ima snažnu podršku Hrvatske, te naglasio kako Hrvatska ima dva politička prioriteta: mirnu integraciju UNPA područja, te postizanje pravednog mira u BiH kroz pregovore, oživotvorenje Federacije BiH i njezine konfederacije s Hrvatskom.[2]

### 15. svibnja
- IZASLANSTVO grada Daruvara upoznalo predsjednika Tuđmana s tragičnim dokazom neučinkovitosti UNPROFOR-a: tragičnim ubojstvom petorice mještana Vukovje, koje su ubili njihovi bivši susjedi Srbi, a selo je bilo pod zaštitom UNPROFOR-a.[2]
- ARMIJA BiH i HVO službeno uspostavili zajedničko zapovjedništvo u Sarajevu, a vode ga generali Ante Roso i Fikret Muslimović.[2]
- MIROVNA misija Zaštitnih snaga UN-a u očima je mnogih prešutno postala oslonac Srbima u njihovim teritorijalnim osvajanjima, i u BiH i u UNPA područjima u Hrvatskoj, ocjenjuje se u izvješću dvojice stručnjaka američkog Senata upućenom njegovu Vanjsko-političkom odboru.[2]

### 16. svibnja
- ZAJEDNIČKI vojni stožer HVO-a i Armije BiH službeno počeo s radom u Sarajevu.[2]
- FRANCUSKI ministar vanjskih poslova Alaina Juppea smatra da Srbi neće potpisati nikakav mir u Bosni, ako ne dobiju minimum 49 posto teritorija, piše Le Monde.[2]
- ZAMJENIK ruskog ministra vanjskih poslova i posebni Jeljcinov opunomoćenik za područje bivše Jugoslavije Vitalij Čurkin razgovarao u Beogradu sa Slobodanom Miloševićem, koji je izjavio da se slaže sa zaključcima sastanka u Ženevi, prema kojima bi se trebalo postići primirje u BiH ali ne i oko teritorijalnih ustupaka.[2]
- PREDSJEDNIK Predsjedništva BiH Alija Izetbegović otputovao na hodočašće u Meku.[2]

### 17. svibnja
- POLICIJA doznala imena trojice od četvorice zločinaca srpske nacionalnosti, koji su 11. svibnja ubili petoricu civila iz Vukoja, sela pokraj Daruvara.[2]
- MUSLIMANI u BiH izigravaju dogovor prema kojemu bi se trebalo brže riješiti pitanja zarobljenih i nestalih osoba, priopćio Ured za razmjenu zarobljenika i traženje nestalih osoba HR Herceg-Bosne.[2]
- PODRŽAVAJUĆI rad Srpskog građanskog vijeća, kao istinskog zastupnika Srba u BiH, Hrvatsko narodno vijeće poziva srpski narod u BiH da se pridruži dogovoru Hrvata i Bošnjaka o BiH kao državi triju ravnopravnih naroda.[2]
- MAJOR MacKENZIE opovrgnuo vijest o pokretu tenkova HVO-a južno od Tomislavgrada, a koju je izrekao glasnogovornik UNPROFOR-a Eric Chaperona.[2]
- IVAN ZVONIMIR ČIĆAK i Stipe Mesić pojavili se na drugom programu Njemačke televizije (ZDF) kao svjedoci optužbe protiv hrvatske države i Tomislava Merčepa za ratne zločine.[2]

### 18. svibnja
- NASTAVLJAJUĆI etničko čišćenje u banjalučkoj regiji, Srbi protjerali 250 Hrvat i Muslimana, a u prelasku prognanika u Hrvatsku tom su prilikom pomogli predstavnici povjerenstva Međunarodnog Crvenog križa.[2]
- PILOTI triju UNPROFOR-ovih zrakoplova, koji su trebali sletjeti u Tuzlu, odbili poletjeti iz Zagreba, zbog opasnosti da bosanski Srbi bombardiraju tuzlansku zračnu luku.[2]

### 19. svibnja
- SRPSKI teroristi, oko 16 sati i 30 minuta, napali osobno vozilo na cesti Pakrac-Požega u mjestu Branešci, a nakon toga napali i tamošnji kontrolni punkt UNPROFOR-a, no ne zna se koliko je terorista sudjelovalo u napadu, izjavili predstavnici UNPROFOR-a.[2]
- DUŽNOSNICI SAD, Rusije i EU pokušavaju zauzeti zajednički stav glede rata u BiH, a na idućim sastancima sagledat će opcije za nove mirovne pregovore sa zaraćenim stranama u BiH.[2]
- SAD neće poduprijeti muslimanske zahtjeve za 58 posto teritorija BiH u novim mirovnim pregovorima.[2]

### 20. svibnja
- SEDAMDESET I PET tisuća žrtava ratnih zločina poimenično evidentirala Komisija za prikupljanje činjenice o ratnim zločinima, koja radi u Sarajevu.[2]
- STALNI predstavnik Republike Hrvatske pri UN dr. Mario Nobilo uputio pismo predsjedniku Vijeća sigurnosti Ibrahimu Gamariju, u kojemu upozorava Vijeće na radikalne izjave samozvanih srpskih dužnosnika iz Knina na okupiranom području Republike Hrvatske.[2]

### 21. svibnja
- PREDSJEDNIK Republike Hrvatske dr. Franjo Tuđman pri otkrivanju spomenika don Mihovilu Pavlinoviću u Podgori rekao čvrsto NE svim aspiracijama talijanskih neofašista na hrvatsku obalu, ali se založio da Hrvatska održava prijateljske odnose s demokratskom Italijom.[3]
- SRBI se nisu uistinu nikada povukli iz zone od tri kilometra od središta Sarajeva, već su svoje vojnike preobukli u policijske odore, potvrdio je to glasnogovornik Mirovnih snaga Rob Annink.[3]

### 22. svibnja
- CRNOGORCI iznenada odlučili vratiti oko 600 slika, skica i crteža poznatog dubrovačkog slikara Milovana Stanića, koje su prilikom agresije opljačkali iz njegove kuće u Štikovici i odnijeli ih u Crnu Goru.[3]
- OD DANAS će cijeli Mostar, prvi puta nakon izbijanja hrvatsko-muslimanskog sukoba, moći slobodno prijeći iz istočne na zapadnu stranu grada.[3]

### 23. svibnja
- U MOSTARU počela provedba sporazuma o prelasku civila iz jednog u drugi dio grada, potpisanog u Međugorju, preko nadzorne točke u središte grada dvjesto civila otišlo u posjet rodbini na lijevoj i desnoj obali Neretve.[3]
- GLASNOGOVORNIK UNHCR-a Peter Kessler drži da Srbi nepropuštanjem humanitarnih konvoja za Bihać žele taj grad ugušiti.[3]
- NAKON višednevnih priprema, tijekom kojih se ojačala topništvom i dovela svježe ljude, vojska bosanskih Srba napada crte obrane slobodne hrvatske zajednice Usore.[3]
- IZJAVA hrvatskog predsjednika Tuđmana glede talijanskih pretenzija prema Istri i Dalmaciji nema opravdanja - rekao talijanski ministar vanjskih poslova Antonio Martino i dodao - uopće ne dovodimo granicu u pitanje.[3]
- SNAGE bosanskih Srba nisu ispunile sporazum o povlačenju iz tri kilometra široke zone oko zaštićenog područja Goražda, izjavio glasnogovornik UNPROFOR-a Rob Annink.[3]
- NEMA napretka u odmrzavanju hrvatsko-srpskih odnosa nakon otvaranja Ureda Hrvatske u Beogradu i Biroa u Zagrebu, jer Srbi ne prihvaćaju Hrvatsku.[3]

### 24. svibnja
- U SABORU Republike Hrvatske izabrani novi predsjednici Zastupničkog doma - dr. Nedjeljko Mihanović - i Županijskog doma - dr. Katice Ivanišević.[3]
- MINISTRI obrane zemalja NATO-a izjasnili se protiv jednostranih odluka o povlačenju plavih kaciga iz BiH, posebice aludirajući na Francusku i Veliku Britaniju.[3]
- UNPROFOR izvijestio o teškim borbama koje su se u proteklih 24 sata vodile u sjevernoj Bosni i koje su izazvane napadom Armije BiH na srpske položaje zapadno od Tešnja.[3]

### 25. svibnja
- U KNINU zasjedala vlada tzv. republike srpske krajine, javio Radio Beograd, dodajući kako je odlučeno da se organizatori Mirovne konferencije o bivšoj Jugoslaviji i hrvatsko-srpskih pregovora obavijeste da tzv. republike srpska krajina ne odustaje od Ženeve kao mjesta pregovora.[3]
- ZAPOVJEDNIK UNPROFOR-a za BiH Michael Rose ocijenio pred izaslanstvom NATO-a da je rat u BiH dosegao mrtvu točku i da muslimanske snage nemaju izgleda postići odlučujuću pobjedu.[3]

### 26. svibnja
- PREDSJEDNIK Tuđman priopćio novinarima u Zagrebu da je parlamentarna kriza, koju su izazvali predsjednici Zastupničkog i Županijskog doma, Mesić i Manolić, prevladana izborom novih predsjednika obaju domova Sabora, a HDZ je ostao i dalje većinska stranka.[3]
- AMERIČKI predsjednik Bill Clinton uputio poruku Kongresu, u kojoj zahtijeva da se i dalje primjenjuju ekonomske sankcije protiv Srbije i Crne Gore, jer je politika kakvu provodi SRJ stalna prijetnja SAD-u.[3]
- RUSIJA zatražila od veleposlanika pri UN da preuzme inicijativu za razgovore u Vijeću sigurnosti o nastavku ofenzivnih vojnih akcija koje provodi Armija BiH protiv bosanskih Srba.[3]

### 27. svibnja
- U povodu Dana državnosti predsjednik Tuđman u Predsjedničkim dvorima razgovarao s urednicima hrvatskih listova i tom prigodom, među ostalim, rekao kako je 17. kolovoza 1990., kada se vraćao iz Splita, naredio da se rastjera Martić i društvo, no nisu to učinili oni koji su sada htjeli izazvati krizu (Manolić i Mesić).[3]
- U Mostaru moraju biti glavne hrvatske institucije, hrvatsko sveučilište, hrvatsko kazalište, hrvatski nogometni klub i institucije sada Hrvatske Republike Herceg-Bosne, dok se ne ostvari federacija, rekao novinarima u Zagrebu predsjednik Tuđman.[3]
- U Parizu završila dvodnevna konferencija o stabilnosti u Europi prihvaćanjem završnog dokumenta te dogovorom o organiziranju dvaju okruglih stolova o baltičkim zemljama i o zemljama srednje i istočne Europe, kojim bi se trebalo spriječiti da balkanska vatra ne izbije i drugdje.[3]

### 28. svibnja
- PREDSJEDNIK Udruge starosjedilaca Srbije Vlajko Popović izjavio kako u MUP-u Srbije radi 28.000 policajaca iz tzv. krajine.[3]

### 29. svibnja
- PRVI dosje sa svjedočenjima predan je tužitelju Međunarodnog suda za ratne zločine učinjene na prostorima bivše Jugoslavije, objavilo u Parizu društvo Liječnici svijeta.[3]
- PISMO, koje su poslali Mesić i Manolić američkom kongresu, 23. svibnja, smatra se vjerodostojnim, izjavio novinarima u Zagrebu zamjenik ministra vanjskih poslova Republike Hrvatske dr. Ivo Sanader. U pismu je Hrvatska optužena za vojno sudjelovanje u ratu u BiH.[3]

### 30. svibnja
- Proslavljen Dan državnosti.[3]
- Hrvatski dinar zamijenjen novom valutom - kunom i lipama - jedna kuna se mijenjala za 1.000 hrvatskih dinara a, zamjena se mora izvršiti do ponoći 5. lipnja.[3]
- Iako je prošlo dva mjeseca od potpisivanja zagrebačkog sporazuma, mještani Glinske Poljane, koji su se već i prije počeli vraćati u svoje selo, morali su ga napustiti jer su tako odlučili pripadnici francuskog bataljuna UNPROFOR-a.[3]
- Na Drugom zasjedanju Ustavotvorne skupštine Federacije BiH, koja je održana u Sarajevu, Krešimir Zubak je ustvrdio da bi uspostava srpskog koridora značila prejudiciranje globalnih političkih rješenja i narušavanje integriteta BiH.[3]
- Tuzlanska zračna luka Dubrave, koja je pod kontrolom UNPROFOR-a, bombardirana od strane Srba upravo u trenutku kada je trebao sletjeti zrakoplov čiji let osigurava UNPROFOR.[3]

### 31. svibnja
- U intervjuu za ljubljansko Delo o imovinskim i financijskim odnosima s Hrvatskom, direktor državne agencije za sanaciju banaka Lojze Deželak izjavio da dugovi Ljubljanske banke u Zagrebu ni u kom slučaju neće ići u javni dug, te da će dug od 900 milijuna njemačkih maraka hrvatskim štedišama biti bitno snižen ili uključen u sukcesiju.[3]
- Na zasjedanju Ustavotvorne skupštine Federacije BiH za predsjednika izabran Krešimir Zubak, a za potpredsjednika Federacije izabran dr. Ejup Ganić.[3]
- Prema pisanju The Timesa, srpski predsjednik Milošević prosperira usprkos sankcijama koje je UN točno prije dvije godine uveo protiv Srbije i Crne Gore.[3]